# Anni 1950
Gli anni 1950, comunemente chiamati anni Cinquanta, sono il decennio che comprende gli anni dal 1950 al 1959 inclusi.

## Eventi, invenzioni e scoperte

### 1950
- 17 gennaio: l'ONU affida all'Italia la Somalia in amministrazione fiduciaria per un decennio.
- Prende il via la "caccia alle streghe" e il periodo del cosiddetto maccartismo, dal nome del senatore statunitense che l'ha promossa, Joseph McCarthy.
- 25 giugno: scoppia la guerra di Corea.

### 1951
- Nasce il Rock and Roll.
- 29 gennaio - 31 gennaio: prima trasmissione via radio del festival della canzone italiana (festival di Sanremo).
- 24 dicembre: la Libia diventa indipendente dall'Italia.

### 1952
- 6 febbraio: Elisabetta II succede al padre Giorgio VI come sovrano del Regno Unito.

### 1953
- 31 gennaio - 1º febbraio: un'imponente inondazione colpisce i Paesi Bassi, l'Inghilterra, la Scozia e il Belgio, provocando 2 551 morti e danni ingenti. Verrà ricordata come la più grave tempesta del Mare del Nord del XX secolo.
- 2 giugno: incoronazione della Regina Elisabetta II
- 26 luglio: assalto alla caserma Moncada da parte di Fidel Castro e Raul Castro. Evento iniziale della Rivoluzione cubana.
- Muore Stalin e finisce la guerra di Corea.

### 1954
- 3 gennaio: la RAI, radiotelevisione italiana inizia la trasmissione dei programmi televisivi del Programma Nazionale, in bianco e nero fino al 1977, poi a colori.
- 19 agosto: muore Alcide De Gasperi.
- Rita Levi-Montalcini scopre l'NGF.

### 1955
- 24 febbraio: nasce Steve Jobs.
- 18 aprile - 24 aprile: conferenza di Bandung.
- 18 aprile: muore a 76 anni Albert Einstein.
- 30 settembre: muore James Dean in un incidente stradale.
- 28 ottobre: nasce Bill Gates.
- 1º novembre: scoppia la guerra del Vietnam.
- 14 dicembre: l'Italia viene ammessa all'ONU.

### 1956
- 26 luglio: il presidente egiziano Nasser annuncia la nazionalizzazione del canale di Suez.
- 4 novembre - 10 novembre: l'Unione Sovietica invade l'Ungheria.

### 1957
- il 25 marzo vengono firmati i Trattati di Roma: il trattato che istituisce la Comunità economica europea (TCEE) e il trattato che istituisce la Comunità europea dell'energia atomica (TCEEA).
- Inizio della Corsa allo spazio. Il 4 ottobre viene lanciato dall'URSS il primo satellite artificiale, lo Sputnik 1, seguito un mese dopo dallo Sputnik 2, con a bordo il primo essere vivente nello spazio, la cagnetta Laika.

### 1958
- 29 agosto: nasce Michael Jackson
- 9 ottobre: muore a Castel Gandolfo papa Pio XII.
- 7 dicembre: inaugurazione del primo tratto dell'Autostrada del Sole in Italia, da Milano a Parma.

### 1959
- 1º gennaio - Cuba: il dittatore Fulgencio Batista abbandona L'Avana. Fidel Castro entra nella capitale cubana in testa alle sue truppe.

## Musica
- In Europa, dopo la seconda guerra mondiale, si decide di unire il continente grazie al potere della musica; il 24 maggio 1956, a Lugano, va in onda la prima edizione del Festival della Canzone Europea.

## Cinema
- Sulla scia della "golden age" della letteratura fantascientifica iniziata nel decennio precedente, numerose sono le produzioni cinematografiche statunitensi del genere.
- In oriente il cinema giapponese comincia ad affermarsi sulla platea internazionale: dopo la vittoria agli Oscar come miglior film straniero e del Leone d'oro al miglior film di Rashomon, ciò viene decisivamente riconfermato dai capolavori I sette samurai, anch'esso di Akira Kurosawa, e Godzilla di Ishirō Honda, entrambi del 1954.
- James Dean gira poco prima della sua morte il suo successo Gioventù bruciata
- Consacrazione di Marlon Brando con il film Il selvaggio
- Federico Fellini esordisce come regista: nel 1957 e nel 1958 vince l'oscar al miglior film straniero rispettivamente con La strada e Le notti di Cabiria.
- Inizio della carriera registica di Stanley Kubrick.
- Nel 1959 esce Ben-Hur vincitore di 11 oscar nel 1960, record raggiunto solo 39 anni dopo da Titanic e successivamente da Il Signore degli Anelli - Il ritorno del Re
- Grazie all'apporto di giovani registi che dall'inizio del decennio già scrivevano come critici sulla rivista Cahiers du cinéma, nasce con film come I 400 colpi il fenomeno di svolta nella storia del cinema, la Nouvelle vague francese.
- Sul piano tecnico, dettato anche dalla competizione del mezzo cinematografico con quello televisivo (i primi apparecchi a colori vengono commercializzati negli USA già dal 1954), si verificano le prime massicce sperimentazioni della visione tridimensionale e dell'applicazione dei formati panoramici nelle sale cinematografiche (A partire da La tunica del 1953, primo film ad adottare il Cinemascope), mentre la produzione cinematografica statunitense si avvia ad abbandonare sempre più la colorazione in bianco e nero e a trattare tematiche più mature (Un esempio è L'uomo dal braccio d'oro, tra i primi in cui si parla di tossicodipendenza) per via del conseguente spostamento del target di pubblico prevalente.
- Negli Stati Uniti cominciano a diffondersi i drive-in.

## Scienza e tecnica
- Primi esperimenti di clonazione animale da parte di Robert Briggs e Thomas King nel 1952. Enunciazione di James Watson e Francis Crick della ricerca sulla struttura a doppia elica del DNA nel 1953.
- Scoperta di Albert Bruce Sabin del vaccino antipolio nel 1955.
- La statunitense Regency Electronics introduce il transistor.
- La Ampex commercializza il primo videoregistratore, il VRX-1000, nel 1956.
- Nel 1955 compaiono in Francia le pentole antiaderenti.
- Viene inserito in Svezia il primo stimolatore cardiaco.
- Curtis, Hirscowitz e Peters sviluppano l'endoscopio a fibra ottica.
- Viene sperimentata la pillola anticoncezionale a partire dal 1954.
- Viene messa a punto nel 1956 dal St. Mary Hospital di Manchester la prima amniocentesi.
- Nel 1958 viene creato il primo chip
- La Olivetti crea nel 1950 la macchina da scrivere Lettera 22 e dal 1957 assembla i primi calcolatori mainframe, la serie Elea.
- Verso la fine del decennio cominciano a diffondersi i forni a microonde.
- Nascono le prime forme di videogiochi (vedi: videogiochi negli anni cinquanta).

## Personaggi
- Iosif Stalin
- Malcolm X
- Alcide De Gasperi
- Konrad Adenauer
- René Coty
- Charles de Gaulle
- Fidel Castro
- Kim Il-sung
- Mao Tse-tung
- Nikita Chruščёv
- Dwight D. Eisenhower
- Douglas MacArthur
- Winston Churchill
- Anthony Eden
- David Ben-Gurion
- Gamal Abd el-Nasser
- Francisco Franco
- Papa Pio XII
- Elvis Presley
- Marilyn Monroe
- Jerry Lewis
- Harry Truman
- Ian Fleming
- Audrey Hepburn
- Pelé
- James Dean
- Alfredo Di Stéfano